# 鞏姓
鞏姓為中文姓氏之一。

## 起源
1. 出自姬姓。周朝周敬王有同族「卿士」簡公封於「鞏（今河南鞏縣）」，稱「鞏簡公」。其裔沿原封邑"鞏"名為姓。
2. 古代一羌族姓氏。
3. 春秋時期晉國上大夫鞏朔的後代。

## 延伸阅读
[在维基数据编辑]
 《百家姓》
 《欽定古今圖書集成·明倫彙編·氏族典·鞏姓部》，出自陈梦雷《古今圖書集成》